# Prosper De Maeght
Prosperius (Prosper) De Maeght (Wakken, 23 februari 1822 – Eine, 2 oktober 1894) was een Vlaams volksfiguur. Hij staat in Eine bekend als de stichter van de Fietel.
De Einse Fietel is een folkloristische stoet die jaarlijks uitgaat op de vierde zondag van september. Fietelgroepen trekken die dag door de Einse straten met zelfgemaakte praalwagens. Op verschillende plaatsen houden de groepen halt om een kort toneelstuk op te voeren waarin internationale, nationale en regionale gebeurtenissen en personen aan bod komen. De toneelstukken zijn een afwisseling tussen satire, ludieke acties en muziek.

## Levensloop

### Geboorte

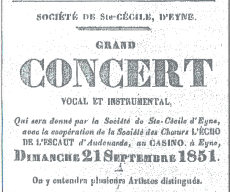
Aankondiging concert Harmonie St.-Cecilia op 21 september 1851 in café Casino

Prosper De Maeght werd geboren in Wakken op 23 februari 1822 als zoon van Joannes-Baptist (Jan-Baptist) De Maeght en Marie Sengier. Prosper had 12 broers en zussen, hij was het negende kind. Zijn vader was handelaar in tabak en snuif, en erelid van de harmonie Kunst en Deugd in Wakken. Aan dat laatste heeft De Maeght hoogstwaarschijnlijk zijn muzikale passie te danken.

### Legerdienst
In 1842 riep het leger De Maeght op om zijn militaire dienst te vervullen. Hier was hij net als zijn broer, Albert, gagist (een regimentsmuzikant) en spelend lid in de harmonie van het tweede regiment kurassiers. De Maeght zat in het leger toen hij trouwde met Lucia (Lucie) Hespeels uit Anzegem. Ze trouwden op 26 april 1849 met toestemming van de kolonel.
Via muziekwedstrijden kwam De Maeght in contact met bestuursleden van de Einse harmonie Sint-Cecilia, die dringend op zoek waren naar een nieuwe dirigent.

### Verhuis naar Eine

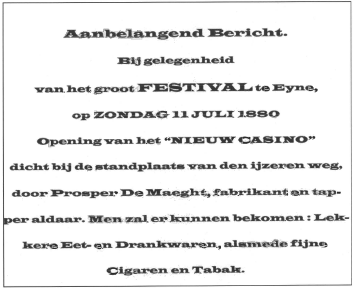
Aankondiging opening café Nieuw Casino op 11 juli 1880

De Maeght nam de job als dirigent aan en verhuisde met zijn vrouw Lucie op 20 juli 1849 naar Eine. Naast de job als dirigent was hij net als zijn vader handelaar in tabak en snuif. Zijn vrouw Lucie baatte het café 'Casino' uit gelegen in de Kerkestraat, waar ze ook woonden. De Maeght had er zijn tabakswinkel en sprong als "tapper" geregeld bij in het café. Tussen 1850 en 1867 kreeg het koppel 14 kinderen, zes dochters en acht zonen. Hiervan stierven er zes voordat ze twee jaar oud waren.

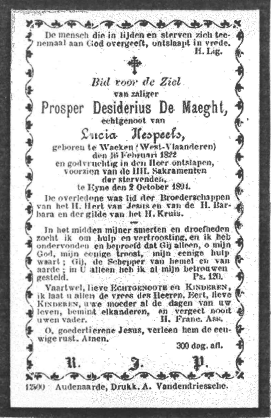
Overlijdensbericht Prosper De Maeght

In 1880 verhuisden ze naar het café "Nieuw Casino" in de Statiestraat 12, gelegen aan het station van Eine zoals de straatnaam al doet vermoeden. Op zondag 11 juli 1880 opende het nieuwe café groots haar deuren met lekkere eet- en drankwaren, fijne sigaren en tabak. Hun dochter Amélie zou later het café verder uitbaten. Nu is dit huis nog altijd grotendeels intact.

### Harmonie Sint-Cecilia
De Maeght was sterk muzikaal begaafd. Hij speelde klarinet, piano en was een goede baszanger. Na zijn verhuis naar Eine werd hij hierdoor aangesteld als eerste kerkzanger. Op 26 september 1849 stelde de harmonie hem officieel aan als dirigent. Hij bleef dit gedurende 45 jaar. Tijdens zijn jaren als dirigent leidde hij Einse jongeren op tot bekwame instrumentisten en behaalde hij verscheidene onderscheidingen in muziekwedstrijden. Daarnaast schopte hij het ook tot dirigent van de fanfare in Ename en Zingem.
Het café werd het lokaal van de harmonie. De repetities vonden plaats in een zaaltje achter het woonhuis. Geregeld vonden er concerten van de harmonie plaats in het café ‘Casino’. Later, na de verhuis naar het nieuwe café ‘Nieuw Casino', vond de harmonie ook hier opnieuw zijn onderkomen.
Drie van zijn zonen zijn muziekdirigent geworden. Adolphe volgde hem op in Eine, Camille werd dirigent in Ertvelde en René in Jette. Nog altijd zijn De Maeghts naamdragers met muziek bezig.

### Overlijden
De Maeght stierf op 72-jarige leeftijd op 2 oktober 1894 in zijn woonhuis in de Statiestraat, na een tijd ziek te zijn geweest. Hij werd begraven op 5 oktober in Eine. Lucie overleed vier jaar later in 1898.

## Fietel

### Geschiedenis
Jaren geleden was de fiertel in Eine een godsdienstige stoet. Jaarlijks trok de stoet op 14 september, op het feest van de Kruisverheffing, door de straten van Eine waarbij het relikwie van het Heilig Kruis werd meegedragen. Dit Kruisrelikwie schonk Arnulf I Van Landast in de 13de eeuw aan Eine en wordt nog altijd bewaard in de kerk van Eine. Rond het feest van de Kruisverheffing op kermis Eine stelt men het relikwie tentoon tijdens de eucharistieviering.

### Ontstaan van de koddige fietel

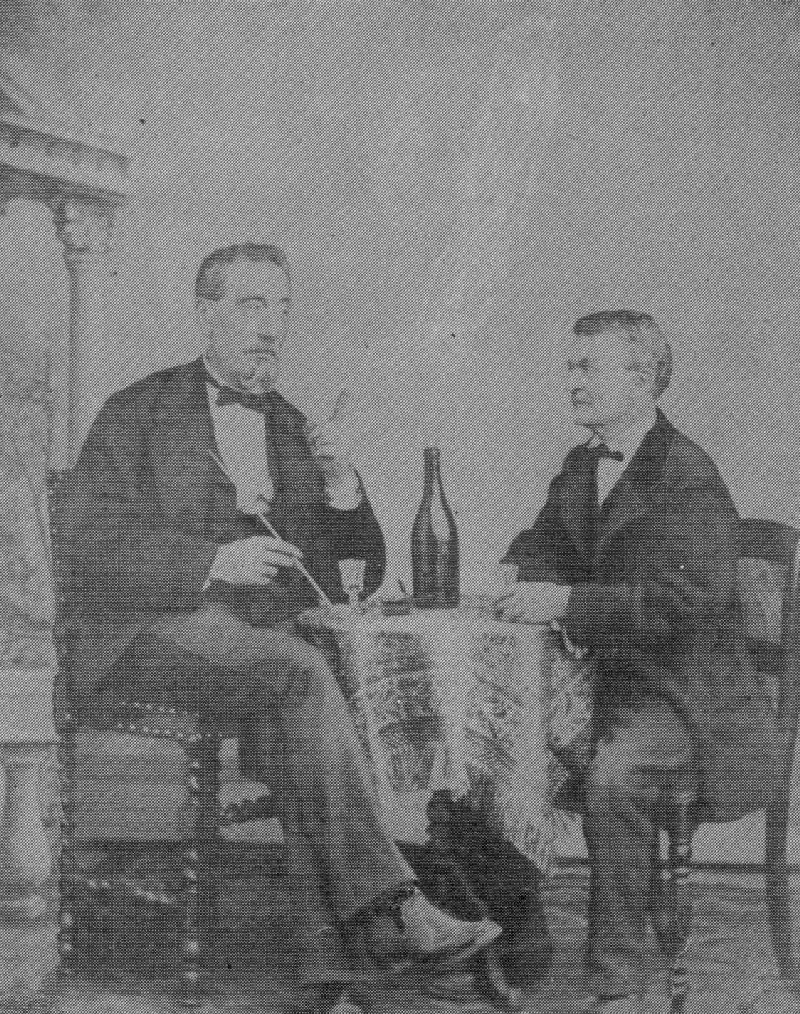
De Maeght met vriend Charles Elebaut

In de 19de eeuw werd het gebruik van deze stoet nieuw leven in geblazen en moest de godsdienstige stoet plaatsmaken voor een meer folkloristisch gebeuren. Dit is dé reden waarom De Maeght tegenwoordig nog altijd geëerd wordt in Eine. Van het echte ontstaan van de fietel bestaat geen geschreven bewijs. Men vertrouwt hier op de mondelinge overlevering, het verhaal gaat als volgt:
In mei 1852 besloot een groepje vrouwen, waaronder De Maeghts vrouw Lucie, op bedevaart te gaan naar Kerselare. Dit Maria bedevaartsoord is een gehucht in de gemeente Edelare. Voor Lucie vertrok zei ze tegen De Maeght: "Aelsoo, lettegh'ie op die deure" (letterlijk: "let op de deur"). Dit betekende dat hij de klanten moest bedienen in zijn tabakswinkel en in het café. Verschillende mannen maakten van deze gelegenheid gebruik om eens zorgeloos de bloemetjes buiten te zetten. Er werd verzameld in het café "Casino", en het duurde niet lang voor besloten werd ook bij andere cafés langs te gaan. Opdat De Maeght met hen mee zou kunnen gaan, werd de deur uit haar hengsels gelicht en op een kruiwagen gelegd. Op deze manier kon De Maeght zich letterlijk aan zijn belofte houden om op de deur te letten. De mannen gingen vervolgens van café tot café met kruiwagen en deur.
Een jaar na datum, in 1853, herdacht deze bende de terugkeer van Kerselare met een ludieke kaarsenprocessie. Het jaar nadien herdachten ze deze blijde gebeurtenis met een gelijkaardige stoet tijdens de kermis. Deze is daarna onder leiding van De Maeght uitgegroeid tot een ludieke, leuke en koddige fietel met humoristische taferelen en versierde wagens. Het werd een satirisch straattoneel waarbij de toeschouwers goed lachten met politici, geestelijkheid, dorpsfiguren ... Op een komische manier dreven de fietelgangers de spot met hen en voerden ze opmerkelijke gebeurtenissen van dat jaar op. 

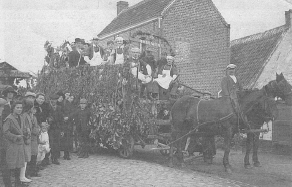
Fietelwagen Brouwerij Cnudde getrokken door paarden

### Fietelen op maandag
Oorspronkelijk trok de stoet op de vierde maandag van de nakermis door de straten van Eine. De fietel vertrok meestal rond 16 uur in de Kerkestraat. 's Avonds verlichtten de fietelgangers de stoet met vuurwerk, fakkels, Chinese lantaarns of Bengaals vuur. Elektriciteit was er toen nog niet. Paarden of ossen trokken de fietelkarren en vaak zorgde een man met een accordeon voor de muzikale begeleiding.
In 1977 besliste men, na hevig protest van de café uitbaters, dat de fietel op de vierde zondag van de nakermis zou plaatsvinden. De oorzaak hiervan was dat de plaatselijke bevolking meer en meer buiten Eine ging werken, en dus geen verlof meer kreeg voor de fietel. Dit was voordien wel het geval toen vele Einenaren in de textielfabrieken en firma's van hun dorp werkten.

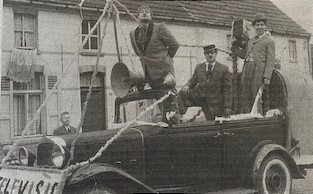
Fietelkar getrokken door wagen in 1952. Thema bij deze foto: De opkomst van de televisie.

In die periode trokken tractoren of auto's de fietelkarren. De karren werden verlicht en aangedreven door stroomgeneratoren. Ze waren toen ook al uitgerust met een goede muziekinstallatie. 

### Volgelingen van Prosper
Op 24 september 1979 zag de V.V.P. het levenslicht. Deze afkorting staat voor Volgelingen van Prosper, de verenigde fietelgangers. De reden van het ontstaan van de V.V.P. was om een goede verstandhouding tussen de fietelgroepen te verkrijgen. De kernleden ervan vormden ook de spreekbuis van de fietelgangers bij het Feestcomité van Eine, die de organisatoren zijn van de fietel.

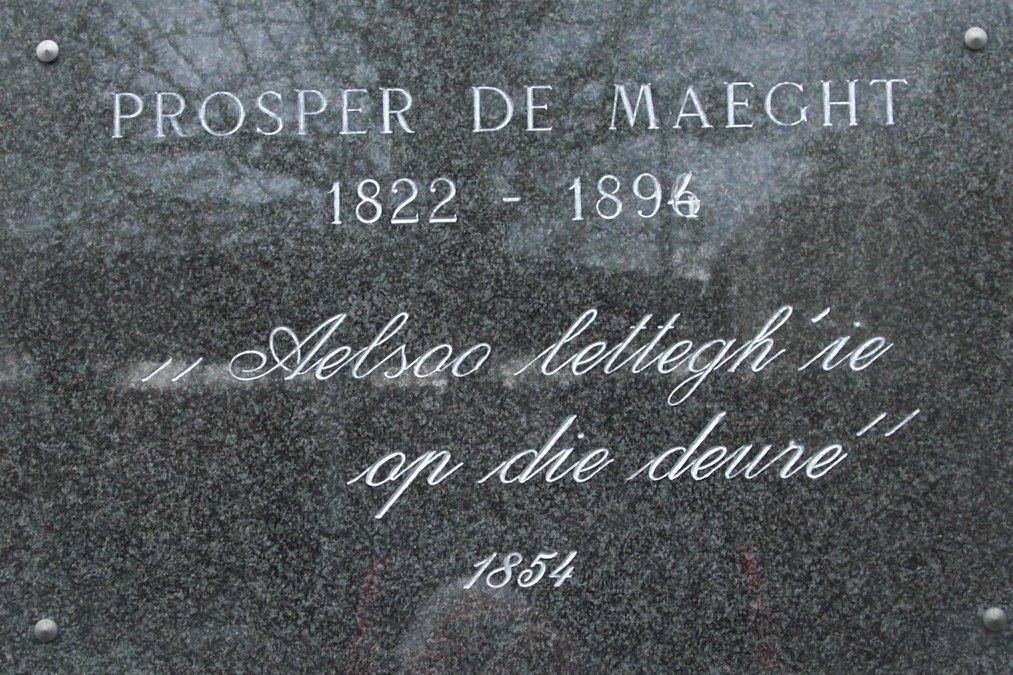
Gedenkplaat ter ere van Prosper De Maeght

In de periode van De Maeght was er ook al sprake van een dergelijke vereniging, genaamd "De Fitelbroeders".

### Nieuwe gedenkplaat
In 1999 was het exact 150 jaar geleden dat Prosper De Maeght zich in Eine kwam vestigen. Het was toen twintig jaar geleden dat de V.V.P. in Eine opgericht werd. Als aandenken aan deze beide verjaardagen hing de V.V.P. een gedenkplaat op aan Prosper De Maeghts eerste woonhuis in de Fabriekstraat in Eine.

### De aloud vermaarde koddige Fietel
Nog altijd vindt de fietel plaats op de vierde zondag van september onder de naam "De aloud vermaarde koddige Fietel". Fietelgroepen staan dan paraat om de Einse straten terug even onveilig te maken met hun nog steeds ludieke, leuke en koddige fietelstoet.

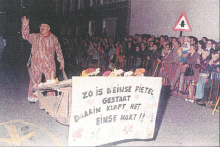
Imitatie van De Maeght met zijn deur tijdens de fietel

Hierin zitten nog steeds drie verwijzingen naar De Maeght:

#### Prosper met kruiwagen en deur
Prosper met kruiwagen en deur opent tegenwoordig nog steeds de fietel. Dit moet een verbeelding geven van het ontstaan van de stoet. 

#### De Reuzen

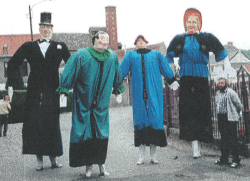
De 4 reuzen van Eine, v.l.n.r.: Proostie, Nestie, Fietje en Meele

Eine kent ook vier reuzen, waaronder "Proostie" die verwijst naar Prosper De Maeght. De Einse reuzen zijn draagreuzen met een kooi van gevlochten twijgen en een hoofd van perskarton. Proostie is 3,3 meter hoog en weegt 25 kg.

#### Prosperpleintje
De fietelgangers voeren hun fietelstuk steeds op meerdere plaatsen op. Een daarvan is steevast aan het Prosperpleintje.

### Taptoe
Omdat de fietel vroeger op maandag plaatsvond, sloten de Einenaren de kermis en fietel af op dinsdag met de taptoe. Dit betekende het einde van deze plezierige periode. Een ludieke stoet van De Fitelbroeders door de Einse straten, waarschijnlijk met kruiwagen en deur, mocht hierbij niet ontbreken. Ze sloten deze laatste dag af met vuurwerk, een kaars- of fakkeltocht, het oplaten van ballonnen en/of het brengen van een luisterrijke pantomime.
Vanaf het einde van de 19de eeuw schreef men ieder jaar een nieuw fietellied. Een zanger en één of twee muzikanten vertolkten het nieuwe lied, en verkochten daarna de teksten aan de toeschouwers. Aan dit gebruik kwam een einde in 1956.

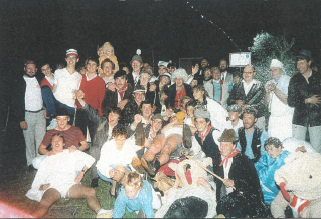
Sfeerbeeld eerste taptoe op het Prosperpleintje in 1984

In 1983 blies Christ Delarue, toen voorzitter van de V.V.P., de traditie van de taptoe nieuw leven in. De fietelgroepen en inwoners van Eine kwamen dan op maandagavond omstreeks 19.00 uur samen aan 'den hoek' (kruispunt van de Nestor De Tièrestraat, Graaf van Landastraat, Heurnestraat en Ohiostraat). Omdat deze plaats niet zo veilig was, keken ze uit naar een andere locatie. Die vond men al een jaar later op het Amerikaans pleintje. Diezelfde avond besloten de aanwezigen het plein om te dopen tot het Prosperpleintje. Om De Maeght te eren plantten ze toen een nieuwe dennenboom, die ze naar hem vernoemden. Ze kapten deze om in 2005. 
Tegenwoordig verzamelt iedereen nog altijd om 19.00 uur op het Prosperpleintje. De aanwezigen zingen samen een viertal liederen. Omdat de taptoe in het teken staat van het afsluiten van de fietel en de kermis, en het leegdrinken van de laatste vaten mag bier tijdens deze ceremonie niet ontbreken. Het taptoecomité zorgt ervoor dat er gratis bier te verkrijgen is. De aanwezigen sluiten de fietel en de kermis af in een van de cafés in Eine.

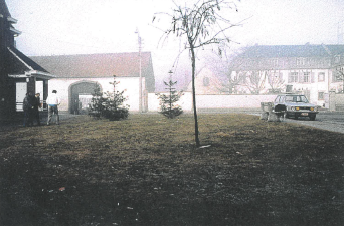
Amerikaans pleintje in 1983

## Prosperpleintje en standbeeld
Op de hoek van de Kapitelstraat en de Nestor De Tièrestraat lag een anoniem pleintje. Het kreeg aanvankelijk de naam "Amerikaans pleintje", omdat er toen een onderpastoor woonde die in de Verenigde Staten had gewerkt.

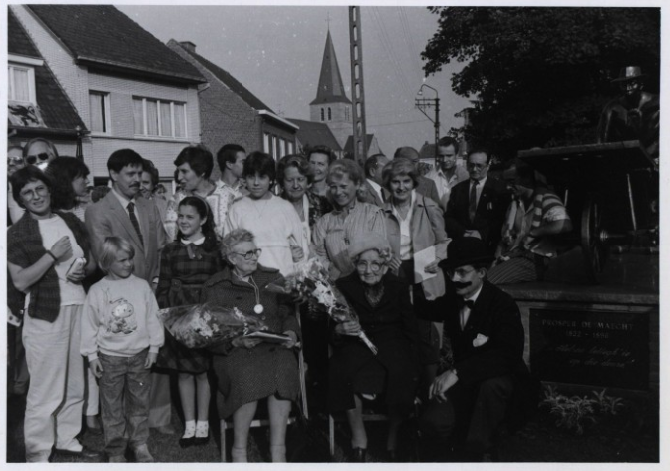
Inhuldiging standbeeld Prosper De Maeght in 1986 met kleindochter en achterkleindochter, beide Anna De Maeght genaamd.

De eerste 'Prosperden' was er al gepland in 1984, en het was de eerste wens van de V.V.P. om het Amerikaans pleintje te herdopen tot het Prosper De Maeghtplein.
Hun eerste wens ging in vervulling op 25 maart 1985. De Maeght kreeg als eerbetoon een plein naar hem genoemd. In afwachting van het officiële naambord, zorgde de V.V.P. voor een zelfgemaakt naambord met de benaming "Prosperpleintje". Louis Cnudde, de toen plaatselijke brouwer van brouwerij Cnudde, legde de symbolische eerste steen op de plaats waar de V.V.P. het jaar nadien het standbeeld wou plaatsen.

### Eerste standbeeld
De kernleden van de V.V.P groeven de fundamenten uit voor het beeld. Plaatselijke steenbakker Vande Moortele schonk de stenen voor de sokkel en Willy Naessens schonk de gedenksteen. 
De afdeling Sierkunsten van de Koninklijke Academie van Oudenaarde stond in voor het ontwerp en de aanlevering van het fietelbeeld. De ontwerpers kregen alleen een foto van De Maeght. Ze gebruikten oude voorwerpen voor de kruiwagen en de deur. De figuur "Prosper De Maeght" vervaardigden leerling Marc Lampens en zijn leraar Roland Deserrano in polyester. Ze werkten het beeld af met een bronskleurige deklaag.
De V.V.P. verkocht glasramen om de kosten voor dit beeld te dekken. De prijs per glasraam bedroeg 2500 fr.
Het pleintje en het fietelbeeld werden op zondag 20 september 1986 ingehuldigd door twee Anna's De Maeght, kleindochter en achterkleindochter van Prosper De Maeght. Het toenmalige BRT 2-programma Service Telefoon spoorde hen op. Natuurlijk kon een huldestoet niet ontbreken. Na het zingen van een nieuw fietellied, sloot een receptie met bruine streekbieren (waaronder Einse Cnudde) deze mooie en zonnige nazomerdag af.
In 1993 was het beeld aan een groter onderhoud toe. De restauratie voerden Gilbert Bovijn en de leden van de V.V.P uit. De financiering kwam van de opbrengst van een geslaagde barbecue, waar een 400-tal Einenaren een ticket voor kochten.

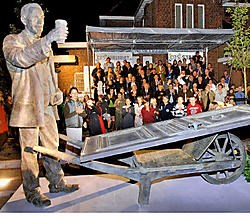
Inhuldiging van het nieuwe Prosper De Maeght-standbeeld in 2008.

### Huidige standbeeld
In 2008 zorgde de werkgroep Eine-estekl-Eine ervoor dat het afgebladerde polyester standbeeld vervangen werd door een bronzen beeld. Voor de realisatie van dit beeld kozen ze kunstenaar Guy Du Cheyne. Hij vervaardigde het beeld in plasticine, waarna het naar bronsgieterij Art Casting in Oudenaarde werd gebracht om het in brons te vergulden. De werkgroep wou ook het grasveld onder handen laten nemen. Hiervoor stelden ze Einenaar en tuin- en landschapsarchitect Jan De Cubber aan. Stad Oudenaarde keurde de plannen goed. Ze gaven goedkeuring om de sokkel van het beeld te verlagen, verlichting te voorzien en een zuil te plaatsen waar De Maeghts verhaal in vier talen te lezen staat.  
Een deel van het beeld betaalde de werkgroep met de opbrengst van de fuif '150 jaar Fietel' uit 2003. Om de rest te bekostigen, zochten ze sponsors en organiseerden ze dorpsfeesten op de zaterdag van de kermis. Zo vond er onder andere een beachparty plaats onder de brug van Eine. Het beeld kostte uiteindelijk 40.000 euro. 
Op 20 september 2008, 22 jaar na de eerste inhuldiging, was alles klaar. Dit vierden alle Einenaren en sponsors met een receptie op het Prosper De Maeghtplein. Hier waren ook nakomelingen van Prosper De Maeght aanwezig. Het beeld van De Maeght kwam tijdens de receptie letterlijk uit de lucht neergedaald, met behulp van een grote kraan, en op zijn sokkel gezet.

## PDM big band

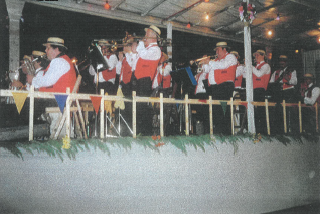
PDM Big Band

In 1988 besloot Filip De Meyer, een vroegere dirigent van de Einse Harmonie, de PDM big band op te richten. De afkorting PDM staat voor Prosper De Maeght. De band bespeelde vooral blaasinstrumenten. Het repertoire beperkte zich echter niet tot harmonie- en fanfaremuziek. Ze speelden ook filmmuziek, blues, jazz, rock en disco. De band maakte ook jarenlang deel uit van de Fietel. Ze hadden er hun eigen wagen. Toch bleven hun optredens niet beperkt tot Eine en omstreken. De band trad ook regelmatig op in het buitenland. 

## Prosper De Maeght-wandeling

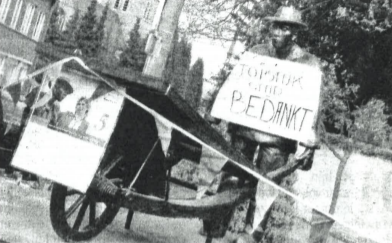
Het standbeeld van Prosper De Maeght werd in 2007 verkozen tot topstuk van de stad Oudenaarde.

Sinds 1989 organiseert wandelclub Hanske de Krijger uit Oudenaarde jaarlijks de Prosper De Maeght-wandeling, op de eerste zondag van februari. Deze start aan de basisschool in Eine en trekt door Eine en andere Oudenaardse deelgemeenten. Men kan er diverse routes wandelen met afstanden van 5,7,12, 18 of 25 km.
Tijdens de wandelroute komen wandelaars ieder jaar voorbij het Prosper De Maeghtplein en het standbeeld.

## Topstuk van de stad
Stad Oudenaarde verkoos in 2007 het standbeeld van Prosper De Maeght, op erfgoeddag, tot topstuk van de stad.

## Merkwaardigheden

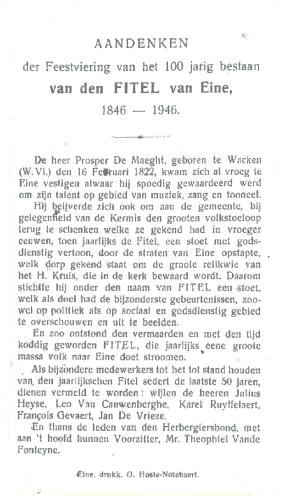
Aandenken aan 100 jaar fietel (1846 - 1946)

Lange tijd nam men aan dat de Fietel ontstond in 1846. Hierdoor werden de herdenkingen van de 100-jarige Fietel in 1946, de 125-jarige Fietel in 1971 en de 140-jarige Fietel in 1986 gevierd. Christ Delarue onderzocht dit en ontdekte dat 1854 het juiste aanvangsjaar was. In 1993 vond daarom de 140-jarige bis fietelstoet plaats. De Maeght is in 1849 naar Eine gekomen. De Fietel kon dus onmogelijk honderd jaar bestaan hebben in 1946.

### Voetnoten
1. ↑  Vroeger adres: Kerkestraat 28 of 86, huidig adres: Fabriekstraat 1
2. ↑  Vroeger adres: Statiestraat 12, huidig adres: Ohiostraat 195